# Callopistria rakoto
Callopistria rakoto là một loài bướm đêm trong họ Noctuidae.